# Бребу-Меджієшеск
Бребу-Меджієшеск (рум. Brebu Megieșesc) — село у повіті Прахова в Румунії. Входить до складу комуни Бребу.
Село розташоване на відстані 85 км на північ від Бухареста, 32 км на північний захід від Плоєшті, 55 км на південь від Брашова.

## Населення
За даними перепису населення 2002 року у селі проживали 2837 осіб, усі — румуни. Усі жителі села рідною мовою назвали румунську.